# 田中修 (植物学者)
田中 修（たなか おさむ、1947年 - ）は、植物学者、甲南大学特別客員教授・名誉教授。
京都府生まれ。1971年京都大学農学部卒業、1977年同大学院博士課程修了、「アオウキクサの花芽形成に対する代謝阻害物質及び窒素化合物の作用に関する研究」で農学博士。米国スミソニアン研究所博士研究員などを経て、甲南大学理学部助教授、93年教授。専攻・植物生理学。
2017-18年の年末年始にかけて放送された「冬休み子ども科学電話相談」（NHKラジオ等）の、1月5日に出演した。また植物担当の先生としてサイトにも掲載され、大事な単語が出てくると聞いてもらうだけでなく、口に出して覚えてもらう形をとる、「コール＆レスポンス」が有名で、SNSでも大事な単語が出てくるとその単語がTLに並ぶほどである。

## 著書
- 『緑のつぶやき』青山社 1998
- 『つぼみたちの生涯 花とキノコの不思議なしくみ』中公新書 2000『植物は命がけ 花とキノコの不思議なしくみ』中公文庫
- 『ふしぎの植物学 身近な緑の知恵と仕事』中公新書 2003
- 『クイズ植物入門 一粒のコメは何粒の実りになるか』講談社ブルーバックス 2005
- 『雑草のはなし 見つけ方、たのしみ方』中公新書 2007
- 『入門たのしい植物学 植物たちが魅せるふしぎな世界』講談社ブルーバックス 2007
- 『葉っぱのふしぎ 緑色に秘められたしくみと働き』ソフトバンククリエイティブ サイエンス・アイ新書 2008
- 『都会の花と木 四季を彩る植物のはなし』中公新書 2009
- 『花のふしぎ100 花の仲間はどうして一斉に咲きほこるの?タネづくりに秘めた植物たちの工夫とは?』ソフトバンククリエイティブ サイエンス・アイ新書 2009
- 『植物はすごい 生き残りをかけたしくみと工夫』中公新書 2012
- 『タネのふしぎ タネは光の色を見分けるか?「不老長寿の秘薬」と呼ばれるタネは?』ソフトバンククリエイティブ サイエンス・アイ新書 2012
- 『植物のあっぱれな生き方 生を全うする驚異のしくみ』幻冬舎新書 2013
- 『フルーツひとつばなし おいしい果実たちの「秘密」』講談社現代新書 2013
- 『植物は人類最強の相棒である』PHP新書 2014
- 『植物の不思議なパワー 科学と人間』NHK出版 カルチャーラジオ　2015
- 『植物はすごい 七不思議篇 (知ってびっくり、緑の秘密)』中公新書 2015
- 『植物学「超」入門 キーワードから学ぶ不思議なパワーと魅力』ソフトバンククリエイティブ サイエンス・アイ新書 2016
- 『ありがたい植物 日本人の健康を支える野菜・果物・マメの不思議な力』幻冬舎新書、2016
- 『植物のいのち－からだを守り、子孫につなぐ驚きのしくみ』中公新書 2021

### 共著
- 『人間/植物/環境』別府敏夫、西村久雄共編著 全国日本学士会 1998
- 『恐竜は虹色だったか? たけしの「最新科学教室」』ビートたけし、橋本周司、上田恵介、村松照男、海部宣男、中込弥男、船山信次、冨田幸光、吉村仁、有田正光共著 新潮社 2008 のち文庫
- 『知って納得!植物栽培のふしぎ なぜ、そうなるの?そうするの?』高橋亘共著　日刊工業新聞社　B&Tブックス 2017